# 苏颂
蘇頌（1020年—1101年），字子容，出身福建路泉州同安縣葫芦山（今厦门市同安区），祖籍光州固始蘇堆（今河南固始胡族鋪鎮蘇崗村），是一位北宋的通才和政治家。他取得一定成果的領域包括數學、天文學、製圖學、地理學、鐘錶學、藥理學、礦物學、冶金學、動物學、植物學、機械工程、水利工程、土木工程、發明、藝術、詩歌、哲學、古物學等。
他參與設計位在開封的水力機械天文鐘鐘樓，該鐘樓採用了早期的擒縱機構；該種擒縱機構是在唐代開元年間（約725年）由一行禪師和梁令瓚發明，用於操作以水力驅動的渾儀，但該渾儀是最初配備機械鐘驅動器的鐘樓之一。 該鐘樓也採用已知最古老的無盡動力傳輸鏈條傳動裝置，並命名作「天梯」。 鐘樓有133個不同的時鐘插孔來指示和報時。 他所寫成有關鐘樓的專著《新儀像法要》流傳至今，並被李約瑟等學者進行分析。該鐘在靖康之變中被女真軍隊拆毀；後來雖有重建的嘗試，但從未成功。
他也寫成一本天體製圖學著作，其中包括幾張星圖、幾張地球地圖，以及一篇藥理學論文。他在著作中討論礦物學、動物學、植物學和冶金學等相關主題。
利瑪竇（Matteo Ricci）和金尼閣（Nicolas Trigault）等前往明代中國傳教的耶穌會成員記載描述該類機械，成為西方世界有關記載的最初案例之一。

## 生平

### 宦途
宋仁宗慶曆二年（1042年）二十三岁的苏颂与王安石同榜中了进士，做了江苏江宁县令。苏颂调任颖州（现安徽阜阳）知州时，朝廷大筑皇陵，命各州县调拨大批物资，州县官们纷纷加捐派款，从中大捞一把，惟独苏颂不侵扰颖州百姓，从州库中拨出官款置买。
仁宗皇祐五年（1053年），苏颂调升国史馆集贤院校理九年，便利用接触皇室藏书的机会，每天坚持背诵二千字，回家后默写保留，故熟悉了许多宫廷秘本，极大地丰富了自己的学识。著名的药物学著作《本草图经》二十一卷，就是在此期间完稿。
宋神宗熙宁元年（1068年），苏颂调升知制诰、知审刑院。
熙宁三年（1070年），苏颂因拒绝草拟越级提升李定为御史的的制书而被黜落知制诰，归工部侍郎中班。
熙宁四年（1071年），苏颂出任婺州（现浙江金华）知州。
熙宁六年（1073年），苏颂调任亳州（现安徽亳县），1074年加集贤院学士，1075年出任应天府知府兼南京（现河南宁陵以东除永城外地区）留守司。
熙宁十年（1077年），苏颂还朝，修任仁宗、英宗两朝正史。后转为左谏议大夫。
宋神宗元丰元年（1078年），苏颂暂任开封府知府。
宋神宗元丰二年（1079年），苏颂因陈世儒案下狱。与“乌台诗案”苏东坡关在一墙之隔，作诗云：「遥怜北户吴兴守，诟辱通宵不忍闻。」
宋哲宗元祐元年（1086年），苏颂任刑部尚书。
元祐三年（1088年），苏颂主持复制先进的水运仪象台。元祐七年（1092年），苏颂被任为尚書右僕射兼中書侍郎，两年后辞相出任扬州知州，紹聖四年（1097年）告老还乡。宋哲宗赐赠苏颂“太子少师”衔，并赐江苏丹阳良田四百亩。
1101年，苏颂病逝，享年八十二岁。朝廷谥号正简，封赠“太师、魏国公”。

### 政治立场
宋神宗即位时，宋朝的政权已顯現危機，西北有西夏国不断侵擾，内部农民起义此起彼伏，国家财政日益枯竭。1069年，宋神宗为了挽救危机，起用王安石为宰相，实行变法，以求“富国强兵”。可是王安石的改革措施触犯了官员们的某些利益，遭到了以富弼、韩琦、司马光为代表的一大批“老成持重”的官员们的反对。苏颂持保守立场,是神宗喜欢的中间派人士。  
熙寧三年，苏颂與宋敏、李大临三人因拒絕草擬越級提升李定為御史的的制書，被免去知制诰之職，他们三人被称为“熙宁三舍人”。
苏颂曾屡次奉旨出使辽国，有丰富的外交经验与见闻，归而修成《华戍鲁卫信录》二百五十卷，记录了宋辽八十馀年间的外交秘史，给后人留下了丰富的资料。
他的某些政见，也切中时弊，为王安石赞赏并加以采用。如对科举的态度，蘇頌反对唐及五代以来以诗文取士，不务实学，专尚浮文的制度，极力主张学校博士“应分经课试诸生以行艺，为升俊之路”，“议贡举欲先实行，而后文艺。去弥封誊录之法，使有司参考其素行”。就是说，学校应分系分科教育，考核学生，从中选举有实际本领的专门人才。选拔人才不能单看诗词文章，更要了解其实际本领与做人的品德如何。这种重视实践，品学兼顾的选举办法，深得王安石赏识，并付之实行。

### 科学贡献
苏颂博学多才，为官清正。他在科学技术上的成绩，胜过了他的政绩。
《宋史·苏颂传》称他「經史、九流、百家之說，至於圖緯、律呂、星官、算法、山經、本草，無所不通。」

#### 天文學

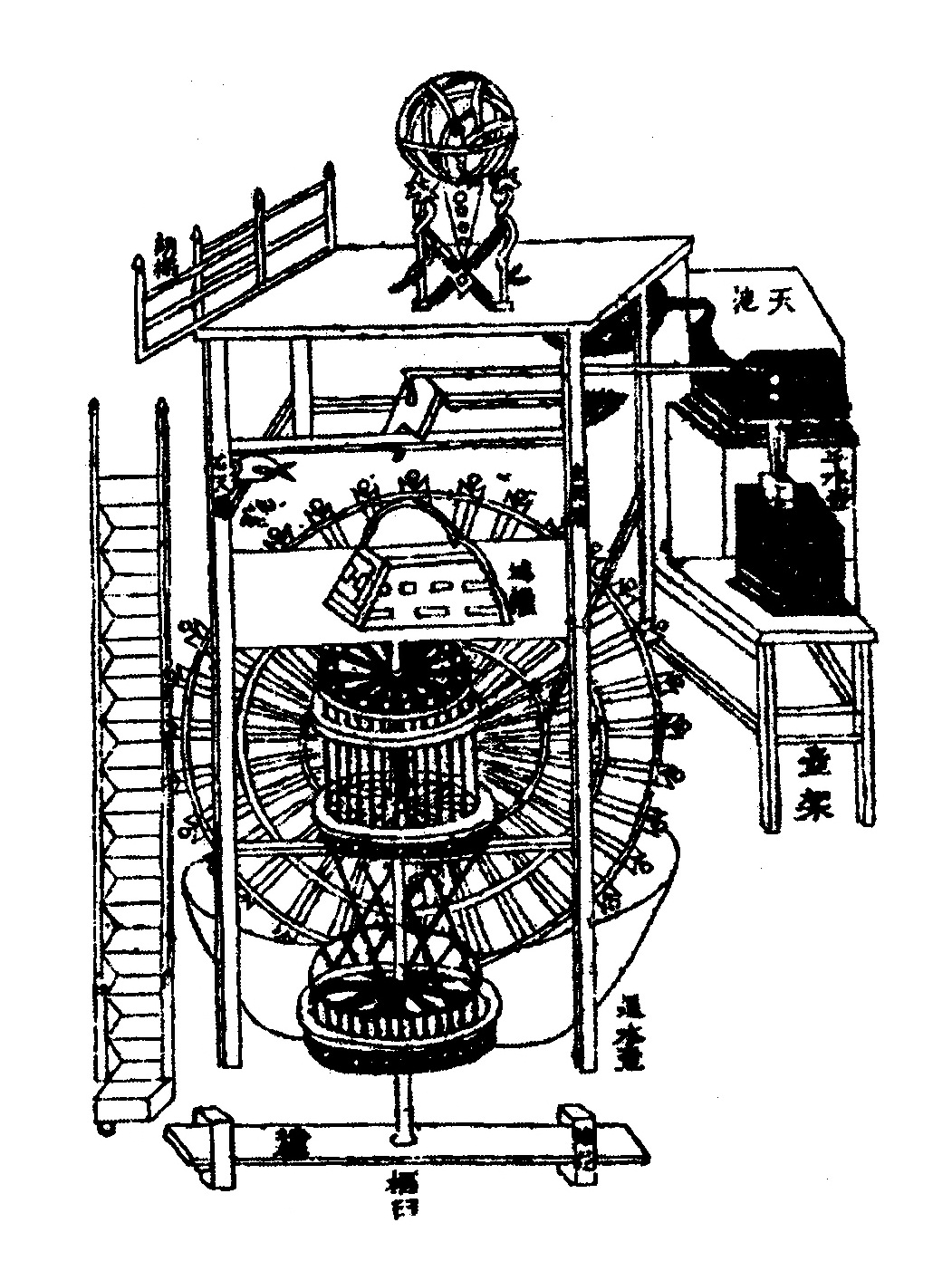
苏颂绘制 水运仪象台图

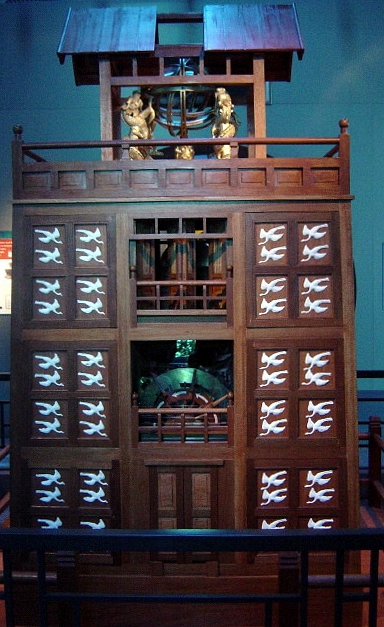
苏颂的水运仪象台比例模型

苏颂一生最大的贡献还在于复制水运仪象台，在天文与机械制造方面攀登了十一世纪的世界高峰。
“水运仪象台”是东汉张衡所创制的天文仪器，可惜已失传。唐代天文学家僧一行、粱令瓒复制，后又失传。1088年，苏颂应用自己丰富的天文、数学、机械学知识，组织科学家韩公廉、周日严等，着手进行复制。他吸收了劳动人民使用水车、筒车、桔槔、凸轮等生产机械的经验，通过精密的理论计算及模型研制，终于在短短的两年内，于1090年复制成功，把天文观察、天象演示、自动报时集于一机，把汉、唐“水运仪象台”的功能与制作水平大大地提高了。就这点来说，苏颂的“水运仪象台”不仅是在前人的基础上复制，更似在前人的基础上创造。
苏颂的仪象台为正方形上狭下广的木楼式建筑，高三丈五尺，底宽二丈一尺。台分三层，上层放置“浑仪”观象，有“望筒”以观察天体运行。中层为天象演示台，有“浑象”，球面上画着天体星宿的形状位置，球外有经纬圈，设有“昼夜机”，可在楼内准确演示天象，与实际天象无异。这一层实际上是现代天文台室内天文演象馆的前身。底层为木阁，共分五层，每层置有数量不一的木人，分报时、刻、更等。第五层木人且能按节气变动而自动调整位置，报告日落日出。仪象台的顶部有九块活动屋面板覆盖，是现代天文台活动圆顶的“祖先”。其“浑象”一昼夜自动均匀旋转一圈，为现代转仪钟（天文台的跟踪机械）的“祖先”。其木人宝石设施是在一组由水力推动的复杂的齿轮系统的带动下自动实现的。其中的“天衡”（擒纵器）是现代钟表的关键部位，具天文钟的雛型。

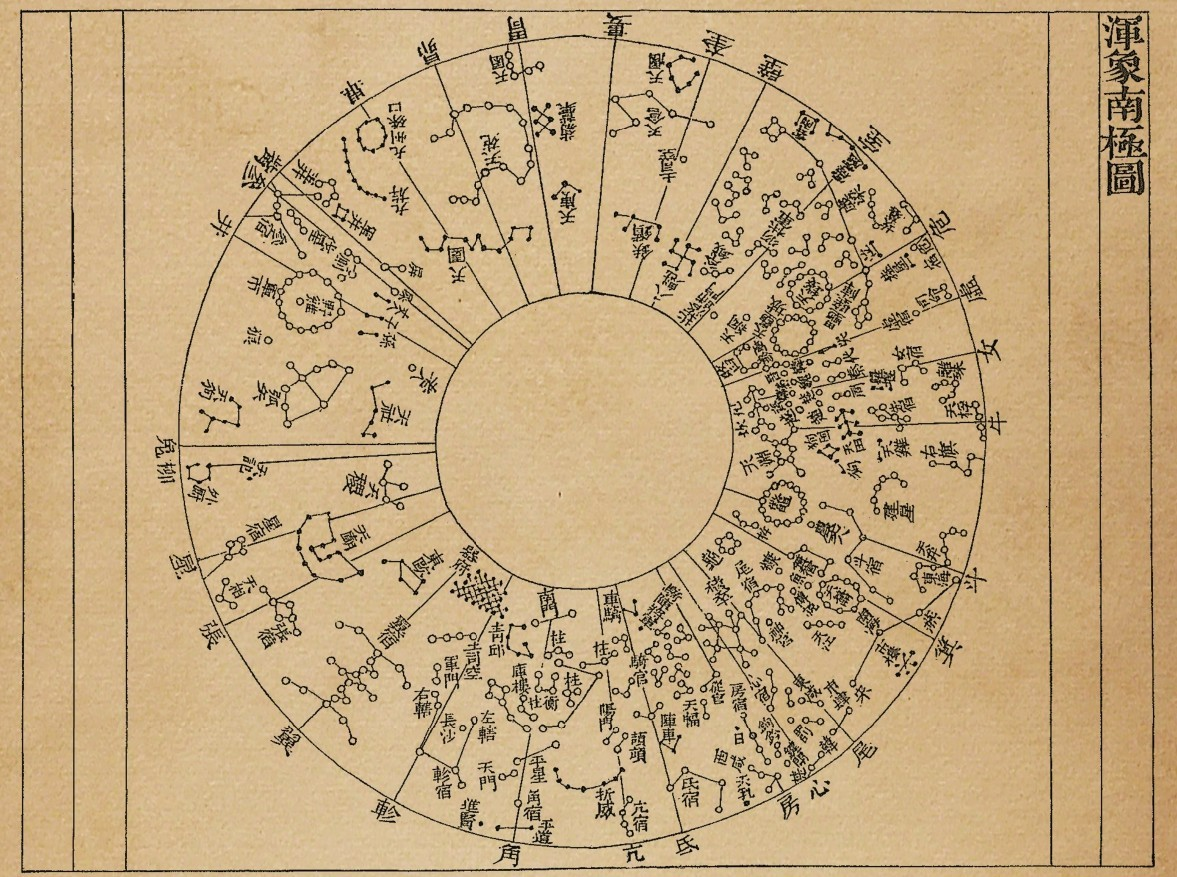
《新儀象法要》中的渾象南極圖

1094年─1096年，苏颂写了《新儀象法要》三卷，详细介绍水运仪象台的设计及使用方法，书中附圖六十三种，當中的星圖记录恒星1434颗。苏颂設計之水运仪象台原件靖康之乱后被金兵丟棄而被毀。宋高宗南渡后想复制，苏颂之子苏携献上苏颂遗书，竟无人能通，苏携本人也不懂，故无法仿制。直到1958年歷史學家王振铎成功复原。

#### 藥理學、植物學、動物學、礦物學
蘇頌主持編著過醫書《本草圖經》、《嘉祐補注神農本草》、《急備千金方》。

## 著作

### 《本草图经》
苏颂在集贤院校理任上，与同时代的药物学家掌禹锡、林亿等编辑补注了《嘉佑补注本草》一书，校正出版了《急备千金方》和《神农本草》，在此基础上，独力编著了《本草图经》二十一卷。
《本草图经》是一部承前启后的药物学巨著，是宋朝最完善最科学的医药书。书中继承了中国千多年来的古代医药学遗产，补充了自己的研究心得和发现，绘制了大量的药物图形，加以文字说明，准确地记载了各种药物的产地、形态、性质、用途、采集季节、炼制方法、鉴别方法与配伍、禁忌等，图文并茂，使用准确方便，开了明代集大成医药学家李时珍《本草纲目》之先河。可惜封建统治阶级对科技发明不予重视，令此巨著在苏颂身后亡帙不传，其内容只能散见于后代诸家本草，其中李时珍的《本草纲目》作了较多的保留和借鉴，但也未能窥其全貌。

### 其他
- 《新儀象法要》三卷
- 《蘇魏公文集》七十二卷

## 纪念苏颂

### 苏颂故居芦山堂
芦山堂位于福建厦门同安大同镇葫芦山南侧建于五代晋开运年间（944年-946年），宋绍兴二十三年（1152年）之前已毁，但宅基尤存，其后修建为苏氏祠堂。元至大年间（1308年-1311年）被焚毁，清末于原址重建为三进双护厝第式建筑。1988年2月修建后进，同时维修一、二进。现有苏颂全身坐像，著名数学家苏步青教授书题“芦山堂”及“苏氏大宗”匾额。